# 麥斯·基爾文
麥斯米連·威廉·基爾文（英語：Maximilian William Kilman；1997年5月23日—）是一名英格蘭職業足球員，擔任英超球會韋斯咸的中堅。

## 早期生活
基爾文出生於倫敦市車路士，父母為烏克蘭人。他的父親來自敖德薩，母親則來自基輔。基爾文除了英語外，還會說俄語。基爾文在韋斯咸長大，直到九歲時搬到倫敦西北部。

## 球會生涯

### 早期生涯
基爾文在富咸的青訓營開始他的職業生涯。作為青年人，他加入五人足球球會Genesis Futsal Club，同時繼續參加11人足球比賽。之後，他加入基寧咸的青年軍，並於2015年簽約麥登赫德，之前在2014年10月代表威靈聯出戰倫敦盃時有過一次出場經歷。基爾文於2016–17賽季被外租至南部足球聯賽的馬洛。
基爾文在隨後的賽季回歸，並於2017–18賽季首場比賽中對陣梅德士東聯時首次代表麥登赫德出場，同時繼續他的五人足球生涯，簽約赫爾維西亞。他為麥登赫德出場39次，之後於2018年轉會截止日以未公開費用加盟狼隊。

### 狼隊
基爾文在球會的U23隊度過了那一個賽季，幫助球隊從英超預備隊的第二級別晉級。2019年4月，主教練紐奴·艾斯比列圖·辛度表示：“麥斯百分之百融入一隊…我只把他視為一名非常出色的球員，一名優質的中堅。他身材高大，具有侵略性。他和所有年輕球員一樣需要進步，但我們對麥斯非常滿意。”基爾文於2018年12月首次被列入一隊比賽名單，並在五次比賽中未被使用，直到2019年5月4日，他在英超對富咸的比賽中作為最後一分鐘的入替上陣，完成自己的首場職業比賽。這使他成為自2008年基斯·史摩寧從梅德士東聯轉會到富咸以來，第一位直接從非聯賽升上英超的球員，且中間未有過租借經歷。基爾文於2019年8月15日在2019–20賽季歐聯第三輪資格賽第二回合中，對亞美尼亞的佩歷克足球會的比賽中首次以首發身份登場，幫助球隊以4–0獲勝。
2020年4月21日，狼隊的《快報星報》宣佈基爾文的合約延長至2022年夏季。10月21日，狼隊宣佈基爾文的合約再次延長至2025年夏季。
2021年11月1日，基爾文在莫利紐克斯球場對愛華頓的比賽中射入首開紀錄的入球，幫助球隊以2–1獲勝 。這個入球是他在狼隊的首個入球（在球會的第44場比賽中），也是他在英超的首付口個入球。四天後，基爾文簽署一份新的長期合約，將合約延長至2026年。

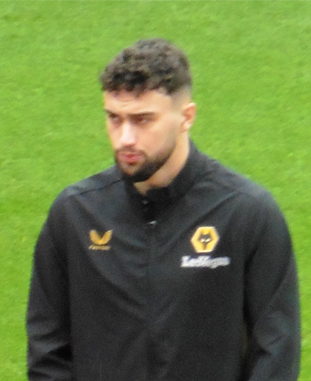
基爾文於2024年為狼隊上陣

基爾文於2023年4月8日對車路士的比賽中，迎來自己在狼隊的第100場正式比賽，助球隊以1–0獲勝。
2023年8月11日，狼隊宣佈基爾文被任命為球隊隊長（接替最近離隊的魯賓·尼維斯），兩天後又宣佈基爾文簽署一份新的五年合約，合約有效至2028年。
基爾文於2023年11月4日對錫菲聯的比賽中，完成了自己在英超的第100場出場。狼隊在比賽中以1–2落敗，並在下半場補時階段被判罰12碼球。
基爾文在2023年的最後一場比賽中打入第二個入球，這是他成為隊長後的首個入球，幫助球隊在摩利紐以3–0戰勝愛華頓 。在2023–24賽季，他是唯一兩名在英超出場全場3,420分鐘的場上球員之一，另一名是威廉·沙列巴。

### 韋斯咸
2024年7月6日，基爾文以報導的4000萬英鎊轉會費加盟韋斯咸，簽署了一份為期七年的合約。他的前球會麥登赫德從這筆交易中獲得400萬英鎊，因為在基爾文轉會至狼隊時，合約中設有10%的收益分成條款。

## 國際賽生涯
基爾文於18歲時首次代表英格蘭國家五人足球隊出場，隨後為三獅軍團累積25次出場。基爾文的五人足球職業生涯在2018年8月加盟狼隊後暫停。他也因父母的關係有資格代表俄羅斯或烏克蘭參加國際足球比賽。
2021年3月，烏克蘭教練安德烈·舒夫真高宣佈他已正式向國際足協請求將基爾文的國籍歸屬轉向烏克蘭，但同時詢問是否基爾文為英格蘭五人足球隊的出場會使他無法代表烏克蘭。2021年4月7日，國際足協拒絕這一申請，確認基爾文在英格蘭五人足球賽事中的出場使他在任何形式的足球比賽中均需代表英格蘭。